# Кантагі
Кантагі́ (каз. Қантағы) — село у складі Кентауської міської адміністрації Туркестанської області Казахстану. Адміністративний центр та єдиний населений пункт Кантагинського сільського округу.
До 2008 року село мало статус селища.
Населення — 5978 осіб (2021; 6364 у 2009, 9587 у 1999, 8255 у 1989).